# Herzogtum Spoleto

Lage des Herzogtums Spoleto (Bildmitte) um 1000 in Italien

Das unabhängige Herzogtum Spoleto war ein langobardisches Fürstentum auf der Apenninhalbinsel in Mittelitalien. Es wurde um 570 von Dux Faroald I. gegründet.

## Geschichte
Das unabhängige Herzogtum Spoleto in Mittelitalien war ein langobardisches Fürstentum, das um 570 von einem dux Faroald I. gegründet wurde. Eine Dekade des Interregnums nach dem Tod von Alboins Nachfolger ließ die langobardischen Herzöge in relativer Unabhängigkeit vom Zentralstaat in Pavia zurück. In der Stadt Spoleto war das römische Capitolium, das Jupiter, Juno und Minerva gewidmet war, schon in die bischöfliche Kathedrale (heute die Kirche San Ansano) umgewidmet worden (die Diözese wurde im 4. Jahrhundert gegründet), die die heidnischen Strukturen dabei übernahm. Die langobardischen Herzöge stellten die Befestigungsanlagen auf der hohen Rocca wieder her, deren Mauern von Totila während der Gotenkriege geschleift worden waren.
Die Herzöge von Spoleto führten mit Unterbrechungen Krieg gegen das byzantinische Exarchat Ravenna, ihre Besitzungen umfassten je nach Kriegsglück große Teile Umbriens, der Marken und der Abruzzen. Niemals so bedeutend wie das Herzogtum Benevent, liegt die Geschichte Spoletos ziemlich im Dunkel. Der zweite Herzog, Ariulf, unternahm mehrere Feldzüge gegen die Byzantiner (579–592 gegen Ravenna, 592 gegen Rom). Ariulf folgte Theudelapius, der Sohn Faroalds, der mit dem ersten Bau der heutigen Kathedrale in Verbindung gebracht wird. Ihm folgten Atto (653), Transamund I. (663), der gemeinsam mit seinem Bruder Wachilap regierte, und Faroald II. (703). Faroald eroberte Classis, den Hafen Ravennas, so Paulus Diaconus in seinen Schriften: „In dieser Zeit fiel auch Faroald, der erste Herzog der Spoleter, mit einer langobardischen Armee in Classis ein, ließ die reiche Stadt geplündert und bar aller Reichtümer zurück.“ Er wurde vom langobardischen König Liutprand gezwungen, die Stadt wiederherzustellen, ein Hinweis auf die lose Kontrolle der langobardischen Zentralregierung, deren Kräftigung Liutprands Aufgabe war, wie es Paulus Diaconus für seine fränkischen Auftraggeber interpretierte. Faroald wurde von seinem Sohn Transamund II. (724) abgesetzt, der sich auch gegen Liutprand erhob und mit Papst Gregor III. verbündete, der ihm 738 in Rom Schutz bot. Hilderic, der ihn als Herzog ablöste, wurde von Transemund 740 erschlagen, der zwei Jahre (742) später von Liutprand gezwungen wurde, sich in ein Kloster zurückzuziehen, der das Herzogtum, das er mit Waffengewalt zurückgewonnen hatte, an Agiprand weitergab. Bei Liutprands Tod 744 stand Spoleto unter der Zentralgewalt Pavias, so dass Theodicus friedlich die Nachfolge antreten konnte. Drei Herzöge des 8. Jahrhunderts waren auch Könige der Langobarden, ein Zeichen, dass Spoleto stärker in das Königreich eingebunden war als Benevent.
776, zwei Jahre nach dem Fall Benevents, wurde Spoleto von Karl dem Großen unterworfen, der auch den Titel eines Königs der Langobarden annahm. Obwohl er das Gebiet der Kirche übereignete, behielt er das Recht, die Herzöge zu ernennen, eine wichtige Konzession und vermutlich ein Anlass zu Auseinandersetzungen, da Papst Hadrian I. bereits einen Herzog von Spoleto installiert hatte.
842 wurde das früherer Herzogtum von den Franken als Grenzmark wiederhergestellt, mit einem abhängigen Markgrafen an seiner Spitze. Unter den herausragenden der fränkischen Herzöge ist Wido I. aus der Familie der Widonen, der das Herzogtum unter seine beiden Söhne Lambert und Wido II. aufteilte, letzterer mit der Herrschaft Camerino als Herzogtum. Lambert war ein furchtloser Kämpfer gegen die sarazenischen Räuberbanden, der 867 aber gleichermaßen die Römer niedermetzelte und 871 abgesetzt, 876 wieder eingesetzt und schließlich von Papst Johannes VIII. exkommuniziert wurde. 883 vereinte Wido II. das Herzogtum wieder, ab jetzt als Herzogtum von Spoleto und Camerino. Nach dem Tod Karls des Kahlen 888 ließ Wido sich selbst durch Papst Stephan VI. zum Römischen Kaiser und König von Italien krönen (891). Im folgenden Jahr krönte Papst Formosus Widos Sohn Lambert II. zum Herzog, König und Kaiser.
Die Herzöge von Spoleto hörten nicht auf, sich in die gewaltsame Politik in der Stadt einzumischen. Alberich I., Herzog von Camerino (897) und später von Spoleto, heiratete die römische Adlige Marozia, Geliebte des Papstes Sergius III. (904–911), und wurde von den Römern 924 getötet. Sein Sohn Alberich II. unterwarf die Senatrix 932, obwohl ihr Sohn, sein Halbbruder, als Johannes XII. Papst war. Um 949 nahm Berengar II., der fränkische König von Italien und Römische Kaiser, Spoleto von seinem letzten Markgrafen zurück.
Später löste Kaiser Otto I. die sogenannte Sabina Langobardica vom Herzogtum ab und übergab sie dem Heiligen Stuhl. Ab nun wurde die Regierung in Spoleto mehr und mehr ein Gunstbeweis der Kaiser. 967 führte Otto II. kurzzeitig Spoleto mit dem Herzogtümern Capua und Benevent zusammen, die dann von Pandolfo Testa di Ferro regiert wurden; nach Pandolfos Tod gliederte er Spoleto wieder aus und gab es Hugo, dem Herzog von Tuscien. Das Herzogtum wurde 1057 ein zweites Mal mit der Toskana vereinigt, als Gottfried der Bärtige von Niederlothringen Beatrix heiratete, die Witwe des Herzogs Bonifazius von Spoleto; die Einheit hatte dann Bestand bis zum Tod der Gräfin Mathilde von Tuscien.
Während des Investiturstreits zwischen Papst und Kaiser ernannte Heinrich IV. eigene Herzöge von Spoleto. Das Herzogtum kam in die Familie Urslingen, Markgrafen von Ancona. Kaiser Friedrich I. zerstörte die Stadt 1155, ließ sie aber wieder aufbauen. 1158 gab er das Herzogtum an Welf VI., Heinrich VI. dann an Konrad von Urslingen, nach dessen Tod 1198 es Papst Innozenz III. gegeben wurde; 1209 wurde Spoleto von Otto IV. besetzt, der 1210 Diepold von Schweinspeunt zum Herzog ernannte.
Otto IV. übertrug 1201 kaiserliche Rechte in Spoleto an den Papst, kurze Zeit später wurde das Herzogtum der direkten Kontrolle der Kirche unterstellt mit einem Gouverneur, üblicherweise einem Kardinal an der Spitze. 

## Die Urslinger
Urslingen ist der Name einer hochmittelalterlichen adeligen Familie. Sie wird im 12. Jahrhundert erstmals erwähnt und kam im Gefolge der Staufer vor allem in Italien schnell zu Machtpositionen. Wie verbunden sie mit den Staufern waren, zeigt die Aufnahme des zweijährigen Friedrich II. zu Foligno, wo er in Obhut der Herzogin von Spoleto, der Frau des Konrad von Urslingen gegeben war.
Der Name der Familie leitet sich von der Burg Urslingen am oberen Neckar her, von dessen Burg nur noch wenige Trümmer erhalten sind.
In der dritten Generation bereits besaßen die Urslinger das Herzogtum Spoleto, das sie mit dem Ende der Staufer abgeben mussten, wonach sie mit dem Titel eines Herzogs von Urslingen entschädigt wurden. Bekannter Vertreter des Geschlechts war Reinold VI. von Urslingen.

## Liste der Herzöge von Spoleto

### Reich der Langobarden
- Faroald I. 570–591
- Ariulf 591–601
- Theudelapius 601–653
- Atto 653–663
- Transamund I. 663–703
- Faroald II. 703–720
- Transamund II. 720–739 († ca. 745)
- Hilderic 739–740
- Transamund II. 740–742 (erneut), († ca. 745)
- Agiprand 742–744
- Transamund II. 744–ca. 745 (erneut)
- Lupus 745–752
- Unnolf 752
- Aistulf 752–756 (König der Lombardei 749–756)
- Ratchis 756–757 (König der Lombardei 744–749)
- Alboin 757–759
- Daufer (auch Desiderius) 758–759 († 774) (König der Lombardei 756–774)
- Gisulf 758–763
- Theodicius 763–773

### Reich der Franken ab 774
- Hildeprand 774–788
- Winiges 789–822
- Suppone I. 822–824
- Adelard 824
- Mauring 824
- Adelchis I. 824–834
- Lambert 834–836
- Berengar 836–841

zum fränkischen Lotharii Regnum bis 855 und danach zu Italien bis 964
- Wido I., wohl ab 842 bis 858/860 (Widonen)
- Lambert I. 860–871
- Suppone II., Graf von Camerino, Schwiegervater des Königs Berengar I.
- Suppone III. 871–874 ⚭ NN, Schwester des Markgrafen Eberhard von Friaul (Unruochinger)
- Lambert I. (erneut) 875–879 gemeinsam mit
- Wido II. 876–882 gemeinsam mit
- Wido III. 880–894
- Lambert II. 894–898 (römischer Kaiser)
- Wido IV. 895–898 (Herzog von Benevent 895–897)
- Alberich I. 898–922 ⚭ Marozia (Haus Tusculum)
- Bonifatius I. 923–928
- Peter 924–928
- Theobald 933–993
- Anscar von Ivrea, Markgraf von Camerino und Spoleto 937–940, Bruder König Berengars II. (Haus Burgund-Ivrea)
- Sarlione 940–943
- Hubert 943–946, Schwiegersohn des Bonifacius (Bosoniden)
- Bonifatius II. 946–953
- Theobald II. 953–959
- Thrasimund III. 959–967
- Pandulf I. Eisenkopf 967–981 (Herzog von Benevent 943–981)
- Thrasimund IV. 982–989 (Herzog von Camerino)

gehört zu Toskana 989–ca. 1020
- Hugo 989–996 (auch Markgraf von Tuszien)
- Konrad von Ivrea, Graf von Camerino und Spoleto vor Juni 996–Dezember 997, Sohn König Berengars II. (Haus Burgund-Ivrea)
- Ademar Dezember 998– ?
- Romanus 1003– ?
- Rainier 1010–ca. 1020 († 1027) (Herzog der Toskana 1014–1027)
- Hugo II. ca. 1020–1035
- Hugo III.1036–1043

gehört zu Toskana 1043–1056
- Gottfried 1057–1070 (Herzog von Niederlothringen)

gehört zu Toskana 1070–1082
- Rainier II. 1082–1086

gehört zu Toskana 1086–1093
- Werner II. 1093–1119 (Markgraf von Ancona)

gehört zu Toskana 1119–1171
- Ridelulf 1172– ?

- Konrad von Urslingen, 1177–1198 bezeugt
- Pandulf II. 1190–1195
- Heinrich von Urslingen, Konrads Sohn, 1205
- Konrad von Urslingen, Heinrichs Bruder, 1198–1205 bezeugt
- Diepold von Schweinspeunt (Diepoldinger-Rapotonen), Herzog ab 1210, † 1225
- Rainald von Urslingen, Konrads Bruder, 1223–1230 bezeugt
- Konrad Guiskard von Urslingen, Konrads Sohn, 1227–1267 bezeugt
- Berthold von Urslingen, Neffe Rainalds, 1251–1276 bezeugt

## Liste der Generalvikare oder Reichsverweser des Herzogtum Spoleto
- von 1247 bis 1249 Richard von Chieti (ital.: Riccardo; * zwischen 1222 und 1225; † Mai 1249)